# Marjanskaja
Marjanskaja (ros. Марьянская) – stanica w Rosji, w Kraju Krasnodarskim, w rejonie krasnoarmiejskim. W 2010 liczyła 10 643 mieszkańców.